# Murai Masanari
Murai Masanari (japanisch 村井 正誠, auch Murai Maçanari; geb. 29. März 1905 in Ōgaki, Präfektur Gifu; gest. 5. Februar 1999) war ein japanischer Maler der Yōga-Richtung, also ein Maler im westlichen Stil.

## Leben und Wirken
Murai wurde in Ōgaki (Präfektur Gifu) als zweiter Sohn des Augenarztes Murai Masazumi geboren. Er entwickelte bereits in der Schulzeit ein Interesse an der Malerei. Nachdem er als einer der Ersten 1924 seinen Schulabschluss an dem Bunka Gakuin gemacht hatte, studierte er an derselben Einrichtung, zusammen mit Ishii Hakutei, Arishima Ikuma und anderen. Während er noch in der Ausbildung war, wurde 1927 ein Bild mit dem Titel „Landschaft von Shingū“ (新宮風景, Shingū fūkei) auf der 14. Jährlichen Ausstellung der Künstlergemeinschaft „Nika-kai“ (二科会) ausgestellt.
Im folgenden Jahr, kurz vor seinem Examen, reiste Murai nach Europa und blieb dort bis 1932. Seine Basis war Paris, aber er reiste auch durch ganz Europa und wurde dabei vor allem von der byzantinischen Kunst, aber auch von Mondrian angezogen. Dessen Einfluss zeigen die Bilder, die er im Salon des Indépendants seine Bilder „Peinture No. 1“ (1931) und „Peinture No. 2“ (1932) ausstellte und die lobend in der Zeitschrift Coméda erwähnt wurden.
Nach seiner Rückkehr nach Japan hatte Murai 1934 eine Einzelausstellung mit Bildern aus seiner Europa-Zeit in der Galerie Kinokuniya auf der Ginza. Er stellte daraufhin auch Bilder aus in der Ausstellung der „Unabhängigen Kunstgesellschaft“ (独立美術協会, Dokuritsu bijutsu kyōkai), gründete dann aber, zusammen mit Hasegawa Saburō und Yamaguchi Kaoru, seinen Freunden aus der Pariser Zeit, die Gruppe „Neues Zeitalter“ (新時代, Shin jidai) und eröffnete eine erste Ausstellung.
Im folgenden Jahr schlossen sich dann Murais Gruppe und die Gruppen „Schwarze Farbe“ (黒色, Kokushoku) und das „Form“ (フォルム) zur „Vereinigung freier Künstler“ (自由美術家協会, Jiyū bijutsuka kyōkai) zusammen, die sich mit abstrakter Kunst befasste. Murai stellte in deren ersten Ausstellung acht Bilder aus seiner Serie URBIN aus, die er in einem Montage-Stil geschaffen hatte.
Nach 1945 entwickelten sich unterschiedliche Auffassungen zwischen Murai und der wieder erstandenen Vereinigung freier Künstler. Murai schied schließlich aus und gründete zusammen mit sieben ebenfalls ausgeschiedenen Künstlern wie Arai Tatsuo, Yamaguchi und anderen, die „Gesellschaft für moderne Kunst“ (モダン・アアト・協会, Modan Aato kyōkai) und stellte dort weiter aus. Daneben stellte er auch auf der „Ausstellung der japanischen Unabhängigen“ (日本アンデペンダン展) aus.
Ab etwa 1960 wurden seine Bilder zunehmend durch Schwarz bestimmt. 1962 stellte er in der fünften jährlichen „Ausstellung Japanische Gegenwartskunst“ (現代日本美術展, Gendai Nihon bijtsu-ten) sein Werk „Schwarze Linien“ (黒い線, Kuroi sen) aus, außerdem die Lithographien „Person von hinten“ (後ろ姿, Ushiro sugata) und „Mensch“ (人, hito). Dafür wurde er mit dem Preis für das beste Werk ausgezeichnet. Er unterstützte das Bunka Gakuin und die Kunsthochschule Musashino.
Murais Werk ist vielleicht am besten repräsentiert durch sein Gemälde „Gesicht“ (顔, kao) von 1965, das eine rote, holzschnittartige Gesichtsfläche zeigt, die von einer schwarzen Linie umrandet ist. Nach seinem Tode wurde ihm ein Museum gebaut, das „Murai Masanari Gedächtnis Kunstmuseum“ (村井正誠記念美術館, Murai Masanari kinen bijutsukan) im Bezirk Setagaya, Tōkyō.